# Hypolimnas melita
Hypolimnas melita är en fjärilsart som beskrevs av Pieter Cramer 1775. Hypolimnas melita ingår i släktet Hypolimnas och familjen praktfjärilar. Inga underarter finns listade i Catalogue of Life.